# Dasyses centralis
Dasyses centralis är en fjärilsart som beskrevs av László Anthony Gozmány. Dasyses centralis ingår i släktet Dasyses och familjen äkta malar. Inga underarter finns listade i Catalogue of Life.